# Lleïr Daban Hurtós
Lleïr Daban Hurtós   (Girona, 1984) és un consultor, professor d'universitat i diplomàtic català.
És el primer delegat de Catalunya a Mèxic, en ser nomenat 8 d’octubre de 2019, poc més de tres mesos després de la creació de la Delegació per decret. Si bé actualment encara continua sent el representant màxim català a Mèxic i altres països de la regió, la delegació va haver de suspendre la seva activitat entre novembre de 2019 i gener de 2020 després que el TSJC acceptés el recurs presentat pel govern espanyol.